# Toyota Mega Cruiser

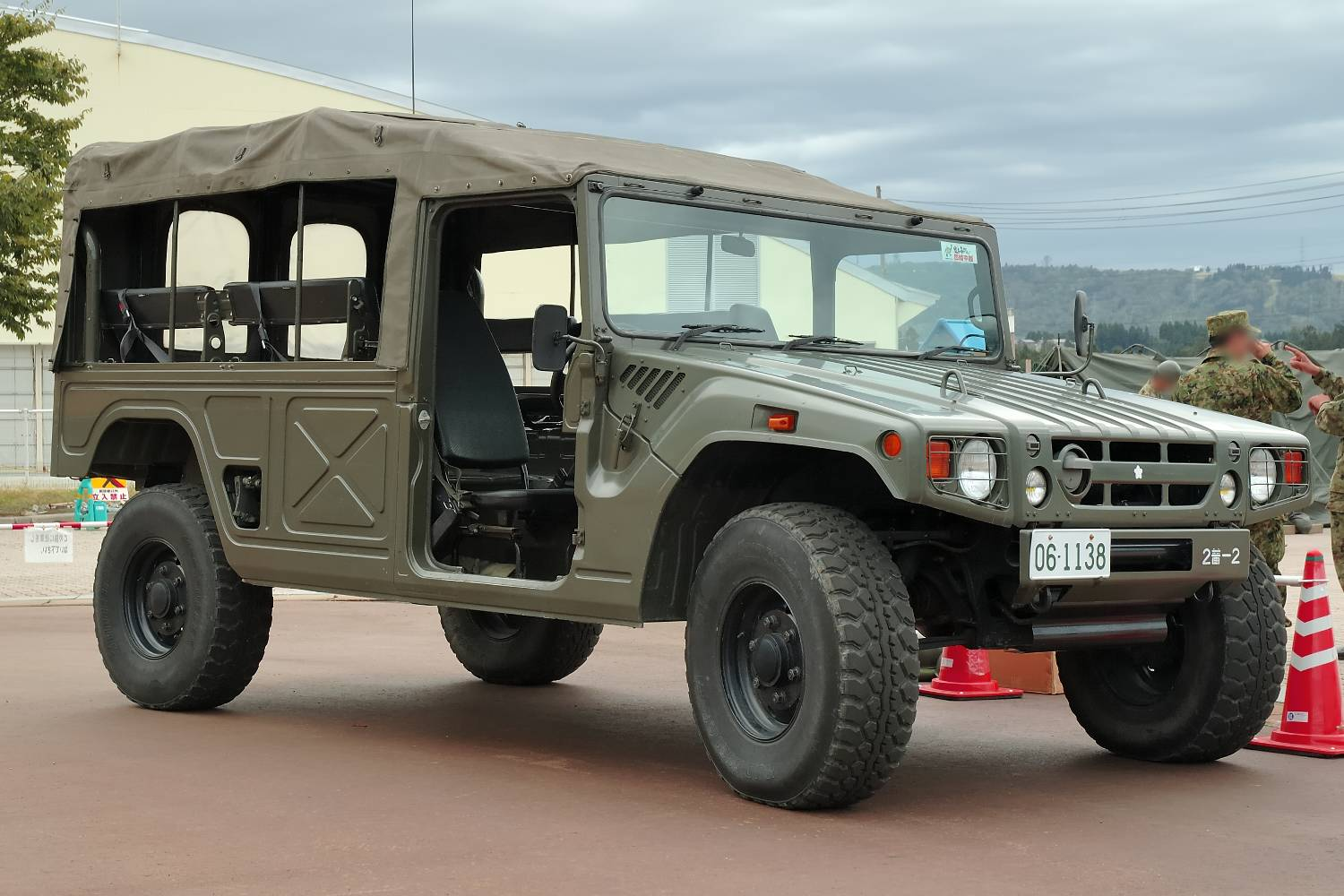
Военная версия автомобиля, предназначенная для Сухопутных сил самообороны Японии.

Toyota Mega Cruiser (модификация BXD10 – военная, BXD20 – гражданская; она, собственно, и носит название "Mega Cruiser")– полноразмерный внедорожник, выпускавшийся компанией Toyota с 1995 по 2002 год. Это самый большой внедорожник, когда-либо созданный Toyota. Как и американский HMMWV, этот автомобиль был разработан прежде всего для военных целей – перевозка личного состава подразделений, транспортировка раненых, патрулирование труднодоступных мест, а также в качестве базы для установки полевой артиллерии и небольших систем ПВО.
Продававшийся исключительно на внутреннем рынке Японии, Mega Cruiser использовался также полицией и пожарными подразделениями, тем не менее, ограниченное количество этих транспортных средств было продано частным лицам. Таким образом производитель стремился проверить возможность массового производства подобных автомобилей, но в коммерческом плане этот проект оказался неудачным.
Основа автомобиля – лонжеронная рама лестничного типа, центральная часть которой смещена вверх. По узлам и агрегатам внедорожник частично унифицирован с другими автомобилями фирмы, в частности, турбодизель 15B-FTE применялся на грузовиках Toyota Dyna и автобусах Toyota Coaster, 4-ступенчатая автоматическая коробка передач – Aisin A443F (усиленный для коммерческого транспорта вариант АКПП A440/A442 от модели Toyota Land Cruiser 80), на гражданских версиях Toyota Mega Cruiser установлено рулевое колесо от Toyota Carina, а потолочный плафон – от Toyota Corolla.
Подвеска всех колес спереди и сзади одинаковая – независимая двухрычажная, торсионная. Привод постоянный полный с возможностью принудительной блокировки всех трёх дифференциалов. Дифференциалы передней и задней осей повышенного трения, червячного типа. Для увеличения клиренса автомобиль имеет колёсные редукторы. В военных версиях имеется система централизованной подкачки шин задних колёс. Задние колёса также являются управляемыми, поэтому радиус разворота для машины таких габаритов невелик – 5,6 метра. На скорости более 40 км/ч подруливание задних колёс автоматически отключается в целях безопасности. Тормоза дисковые на всех колёсах, тормозные механизмы вынесены из ступиц к редукторам.
В гражданской версии Toyota Mega Cruiser конструкторы позаботились о комфорте в салоне. В шестиместной машине имеется не только двухзонный кондиционер и электростеклоподъёмники, но и аудиосистема с CD-чейнджером на шесть дисков.